# Ндуя
Нду́я (итал. Nduja; (ˈnduːja)) — острая свиная колбаса из итальянской Калабрии, из окрестностей городка Спилинга. Ндуя похожа на балеарскую собрасаду и французский андуйет (с которым имеет однокоренные названия). В прошлом ндуя представляла собой смесь остатков мяса, которую ели бедняки на юге Италии, однако сегодня стала считаться изысканным блюдом.
Ндуя готовится из мяса свиных голов (за исключением щёк, которые используются для изготовления гуанчале), мясных обрезков, небольшого количества кожи, жира и жареного калабрийского острого перца, который придают ндуе характерный огненный вкус. Все это вместе измельчается, затем фаршируется в натуральную оболочку и коптится.
Особенностью ндуи является то, что её не режут ножом, а вычерпывают ложкой рассыпчатое мягкое содержимое. По этой причине ндуя сегодня продаётся не только собственно в виде колбасы, но и в банках, готовая к употреблению. Ндуя в основном подается с хлебом или же с ломтиком выдержанного сыра. Однако, необычный вкус и текстура ндуи сделали её подходящим и для множества других блюд, так, например, она иногда добавляется в соусы для пасты.
В англоязычных странах на существование ндуи впервые широко обратили внимание в 2015–2016 годах, когда в Великобритании и США она попала в меню нескольких известных ресторанов, после чего в СМИ был выпущен ряд материалов, посвящённых этой колбасе .